# Índia Walton
India B. Walton (Buffalo, 14 de juny de 1982) és un activista política i infermera nord-americana. Va derrotar a l'alcalde Byron Brown a les primàries del Partit Demòcrata per a les eleccions de 2021 per a ser alcaldessa de Buffalo, Nova York, abans de perdre davant Brown a les eleccions generals, on es va presentar com a candidata per escrit.

## Primera vida i educació
Walton va néixer al costat est de Buffalo, Nova York de Doris Siddiq i Louis Kelly. La va criar la seva mare, que era tècnica de farmàcia, amb cinc germans. Va assistir a Lorraine Elementary i a l'institut Leonardo da Vinci. Walton va donar a llum el seu primer fill quan tenia catorze anys, va abandonar l'escola secundària, va treballar a Family Dollar i McDonald's i va viure en una casa de grup per a mares joves. Es va casar amb Vernon Walton Jr. i va deixar l'institut després de donar a llum dos fills bessons als dinou anys. Walton va obtenir més tard un certificat de desenvolupament educatiu general i es va graduar amb un títol d'infermeria a SUNY Erie. Ha dit que va decidir seguir una carrera d'infermeria després de la seva experiència després del naixement dels seus bessons, que van néixer prematurs i van requerir mesos de cures intensives. Més tard va donar a llum un altre fill.
Després d'acabar la carrera d'infermeria, va començar a treballar a l'Hospital Infantil. L'any 2014 va ser detinguda per un delicte d'assetjament, i el cas va ser arxivat pel tribunal. El 2014, també es va mudar de casa seva a causa del que ha descrit com a maltractament i violència física per part del seu marit, i més tard es va divorciar del seu marit després que un intent de reconciliació el 2015 no va tenir èxit.

## Carrera professional

### Activisme
Walton es va activar en política als dotze anys quan va protestar contra les lleis de drogues de Rockefeller amb la seva mare com a part del grup activista Families Against Mandatory Minimums. Mentre treballava com a infermera, va exercir de representant de 1199SEIU United Healthcare Workers East. L'any 2016, després de participar en reunions celebrades per Community First Alliance, una organització local centrada en la defensa dels residents al barri majoritari de Black Fruit Belt, va fer una protesta contra les pràctiques d'aparcament al barri. Va deixar la seva carrera d'infermeria després de ser contractada per Open Buffalo com a organitzadora comunitària amb un enfocament en la justícia penal i les reformes policials. El 2017, es va convertir en directora executiva de Fruit Belt Community Land Trust.
També va ser líder en les protestes locals de Black Lives Matter i va defensar que l'alcalde Byron Brown signés la Llei de Cariol. Ha dit que l'empenta de Martin Gugino per part d'un oficial de policia de Buffalo va ser una de les seves inspiracions per presentar-se a un càrrec polític.

### Campanya d'alcaldia
Walton va anunciar la seva campanya per a l'alcaldia de Buffalo a les eleccions de 2021 el 13 de desembre de 2020. Durant la campanya de les primàries, Byron Brown, que havia estat alcalde durant quatre mandats, es va negar a debatre sobre Walton. El Partit de les Famílies Treballadoras va recolzar i donar suport a Walton durant la seva campanya, després d'haver recolzat prèviament a Brown en les seves campanyes passades. També va rebre el suport dels Socialistes Demòcrates d'Amèrica i la Buffalo Teachers Federation, un sindicat amb 3800 membres. Walton va derrotar Brown i Le'Candice Durham a les eleccions primàries del 22 de juny de 2021, 52 a 45 per cent. Després de la seva victòria a la primària, va informar The Buffalo News, "els observadors van veure la victòria de Walton com un altre senyal que un candidat dinàmic pot derrocar a un titular complaent en qualsevol moment i en qualsevol lloc, cosa que podria animar més desafiadors a assumir càrrecs electes de llarga data en altres llocs de New. York i més enllà".
Durant el transcurs de la seva campanya, Walton va ser avalada pel líder de la majoria del Senat Chuck Schumer, la senadora Kirsten Gillibrand i l'advocat públic de la ciutat de Nova York Jumaane Williams, i amb el suport del senador Bernie Sanders, la senadora Elizabeth Warren i la representant Alexandria Ocasio-Cortez. També va rebre el suport del Comitè Democràtic del Comtat d'Erie. La seva campanya va recaptar 150.000 dòlars en comparació amb Brown, que va recaptar més de 500.000 dòlars i va rebre el suport de la Police Benevolent Association i els republicans. El 23 d'octubre de 2021, CNN va informar que les eleccions a l'alcaldia "es van augmentar durant l'estiu i a la tardor com una lluita per representació entre el creixent moviment progressista de la ciutat i l'estat i els demòcrates més favorables als negocis, decidits a bloquejar l'ascens de Walton".
Walton és un socialista democràtic, i membre dels Socialistes Demòcrates d'Amèrica. En una entrevista a Rolling Stone, publicada el juliol del 2021, va declarar: "És la meva responsabilitat explicar a la gent que ser socialista democràtica no vol dir que estic interessat a apoderar-me de la propietat privada de la gent". Durant un debat de les eleccions a l'alcaldia a finals d'octubre de 2021, en resposta a Brown que va declarar: "No veig a la Sra Walton com a demòcrata", va respondre, "Vaig guanyar les primàries demòcrates. En segon lloc, sóc una autodidacta socialista demòcrata confessa. La primera paraula és demòcrata".
Si fos elegida a les eleccions generals, hauria estat la primera alcaldessa socialista d'una gran ciutat des que Frank Zeidler va deixar el càrrec com a alcalde de Milwaukee el 1960, i hauria estat la primera alcaldessa socialista de Nova York des que va ser elegit John H. Gibbons alcalde de Lackawanna el 1919. També hauria estat la primera dona a exercir com a alcaldessa de Buffalo.
Després de la seva derrota a les eleccions primàries davant Walton, Brown va anunciar una campanya per escrit, després que la seva demanda que pretenia afegir el seu nom a la votació no tingués èxit. El 3 de novembre de 2021, Walton va reconèixer públicament que no semblava ser la guanyadora de les eleccions, mentre encara s'estaven comptant els vots, però no ho va concedir oficialment. Segons The Buffalo News el 6 de novembre de 2021, malgrat la seva aparent pèrdua, "Walton pot haver despertat una potent força progressista en la política de Buffalo". El 8 de novembre de 2021, Politico va informar que es va unir a l'advocacia perquè Brown fos retirat del seu càrrec al Comitè Nacional Demòcrata. Walton va rebre una carta de suport de Barack Obama després de la seva derrota electoral. En una entrevista a WGRZ, Walton va declarar que la carta d'Obama a ella, "una manera de posar el segell final d'aprovació que estava fent el correcte".

### Partit de les Famílies Treballadores
Després de les eleccions a l'alcaldia, el Partit de les Famílies Treballadores va anunciar el nou paper de Walton amb ells com a assessor principal per a projectes especials. En un article de Spectrum News, Walton va parlar sobre el paper, afirmant: "Estic molt emocionat de treballar amb el PMA per construir poder per a la classe treballadora multiracial i triar una nova generació de líders progressistes en aquest estat".

### Campanya del Consell Comú
L'1 de febrer de 2023, Walton va anunciar que aspiraria a un escó al Buffalo Common Council. L'11 de febrer, el titular demòcrata Ulysses Wingo, Sr. va anunciar que no buscaria la reelecció. En resposta, Walton va dir: "Crec que és una bona decisió i hi ha temps per deixar pas a noves idees".
A l'abril, dos activistes comunitaris van presentar una queixa a la Junta Electoral del Comtat d'Erie al·legant que Walton no era elegible per presentar-se perquè no complia els requisits de residència. La junta va decidir que no tenien l'autoritat per desqualificar Walton de la carrera per motius de residència, i va dictaminar que no la podien certificar per a la votació del Partit de les Famílies Treballadores a les eleccions generals de novembre perquè les seves peticions de nominació no deien que sigui comissària de fets.
Walton va ser avalada pel Partit de les Famílies Treballadores i va competir a les primàries demòcrates el juny de 2023. Els seus opositors eren Murray Holman, el director executiu de la Coalició Stop the Violence a Buffalo, i Zeneta Everhart, empleada del senador estatal Tim Kennedy, que va rebre el suport del Comitè Democràtic del Comtat d'Erie. Everhart va guanyar les primàries demòcrates del 27 de juny, mentre que Walton va indicar que apareixeria a la papereta de les eleccions generals com a candidata del Partit de les Famílies Treballadores.

## Posicions polítiques
Durant la seva campanya a l'alcaldia, va donar suport a la creació d'un banc de gestió pública, botigues de queviures de propietat veïnal, una xarxa municipal de banda ampla i suport als propietaris amb impostos sobre la propietat morosos per pèrdua de feina o emergència mèdica. Va donar suport a l'augment del finançament per a les escoles públiques i una moratòria sobre la creació de noves escoles charter, i va dir que faria de Buffalo una ciutat santuari. També va expressar suport als propietaris i propietaris de petites empreses, inclòs el finançament a petits propietaris per al manteniment de l'edifici, inclosa l'eliminació de plom, així com l'enfortiment de les proteccions dels inquilins de Buffalo. L'octubre de 2021, després que Walton revelés la confiscació del seu cotxe a causa d'unes butlletes d'aparcament no pagades i d'una inspecció caducada, va descriure l'experiència com una indicació de la necessitat que el govern de la ciutat es concentrés en com donar suport als residents amb la gestió de multes i taxes. El 2021, Walton va dir que disminuiria el pressupost del departament de policia de Buffalo en 7,5 milions de dòlars si els primers responsables desarmats, en comptes de la policia, responguessin a trucades de salut mental o fessin complir infraccions lleus de trànsit. També dóna suport a l'establiment d'una junta de supervisió de la policia civil.